# Club de Mar de Avilés
El Club de Mar de Avilés es un club náutico de Avilés (Asturias, España). Su especialidad deportiva es el remo, al que se sumó el piragüismo en 1964, pero también ha tenido secciones de vela, motonáutica y natación.

## Historia
El viernes 22 de septiembre de 1944 se reunió en el "Café Colón" un grupo de personas para tratar de organizar unas regatas de remo, y, al día siguiente, se volvieron a reunir en el "Bar Germán", aprobando la constitución del Club de Mar Avilesino, si bien el nombre definitivo fue el de Club de Mar de Avilés. Entre los fundadores se encontraba Herminio Fernández que posteriormente hubo de trasladarse por motivos laborales a Castropol, en donde participó activamente en la creación en 1949 del Club de Mar de Castropol que evolucionó con los años hasta convertirse en uno de los clubes de remo más importantes de España.
Ese mismo año, 1944, los días 21 y 22 de octubre, la recién creada entidad acude a Madrid a competir, en el Estanque Grande del Buen Retiro, en el I Campeonato de España de Bateles consiguiendo el sexto puesto, y en 1946 quedan terceros en dicha prueba. Su gran año fue 1961, en el que con el batel San Juan de Nieva triunfan en Madrid en el Trofeo San Isidro, vencen también en el Campeonato de Asturias en Castropol y culminan proclamándose Campeones de España en Portugalete (Vizcaya), cerrando la temporada con el tercer puesto en el Campeonato de España de Trainerillas celebrado en sus propias aguas.  
Su última participación en el campeonato nacional de bateles fue en 1964, quedando la cuarta posición, año en el que organizó la celebración en la Ría de Avilés del Campeonato de España de Yolas en el que sin embargo no compiten, circunstancias ambas que se repiten en 1966.
Las instalaciones del club pasaron de estar en la playa de San Balandrán inicialmente, a la de San Juan, posteriormente.